# قائمة تمردات السكان الأصليين في المكسيك
كانت الحروب الهندية المكسيكية سلسلة من النزاعات التي دارت بين القوات الإسبانية، ولاحقًا المكسيكية، والغواتيمالية، والهندوراسية، والسلفادورية، والبليزية ضد الهنود الأمريكيين فيما تسمى الآن بالمكسيك والمناطق المحيطة بها مثل بليز وغواتيمالا وهندوراس والسلفادور وجنوب / غرب الولايات المتحدة. بدأت الفترة مع الغزو الإسباني لإمبراطورية الآزتيك عام 1519 واستمرت حتى نهاية حرب الطبقات في يوكاتان عام 1933.

## قائمة الصراعات
- تمرد أككسي (1601 حتى 1607) (حلفاء أككسي: شعب تيبهوان، وسيسيمي)
- الحروب الهندية الأمريكية (1540 حتى 1924) (الأمريكيون الأصليون والأمم الأولى)
- حروب أباتشي والمكسيك (القرن السابع عشر حتى ثلاثينات القرن العشرين)
- الفتح الأسباني لإمبراطورية الأزتك (1519 حتى 1521)
- حرب الطبقات في يوكاتان (1847 حتى 1933)
- حرب تشيتشيميكا (1550 حتى 1590) كونفدرالية ثاكاتيكو وواتشيتشيل وبامي وواماري؛ الحلفاء: «دول تشيتشيميكا» الأخرى مثل كاكسكان وتيبيكانو وتيكويكس وأوتومي)
- تمرد شيمايو 1837
- ثورة شوماش عام 1824
- حروب كومانش والمكسيك (1821 حتى 1870) (حلفاء كومانش: كيوا، وأباتشي السهول)
- حرب ميكستون (1540 حتى 1542) (حلفاء كاكسكان: ثاكاتيكو، وجواشيتشيل، وتيكويكس، وكوكا)
- ثورة بيما (1751 حتى 1752)
- ثورة بويبلو (1680 حتى 1692)
- ثورة تيبهوان (1616 حتى 1620) (حلفاء تيبهوان: إيريتياس، وأككسي، وسيسيمه، وهيوميس، وميستيزوس، ومولاتوس)
- تمرد تسيلتال عام 1712 (32 مدينة حليفة للمايا: تسيلتال مايا (14)، وتسوتزيل مايا (15)، تشول مايا (3))
- حروب الياكي (1533 حتى 1929) (حلفاء الياكي: مايو، وأوباتا، بيما)
- صراع تشياباس (1994 إلى الوقت الحاضر) (تسيلتال مايا، وتزوتزيل مايا، ومجموعات أخرى من السكان الأصليين، لادينو)

في عام 1958، كتب جايسون بيتزينيز، وهو من قبيلة شيريكاوا من شعب أباتشي الذين كانوا مع جيرانيمو، في سيرته الذاتية أن البرونكو أو المرتدون من المشاركة في فترة حروب أباتشي عام 1887 وأحفادهم كانوا لا يزالون في الجبال، وأحرارًا اعتبارًا من ذلك التاريخ.